# Jan Szczepański (socjolog)

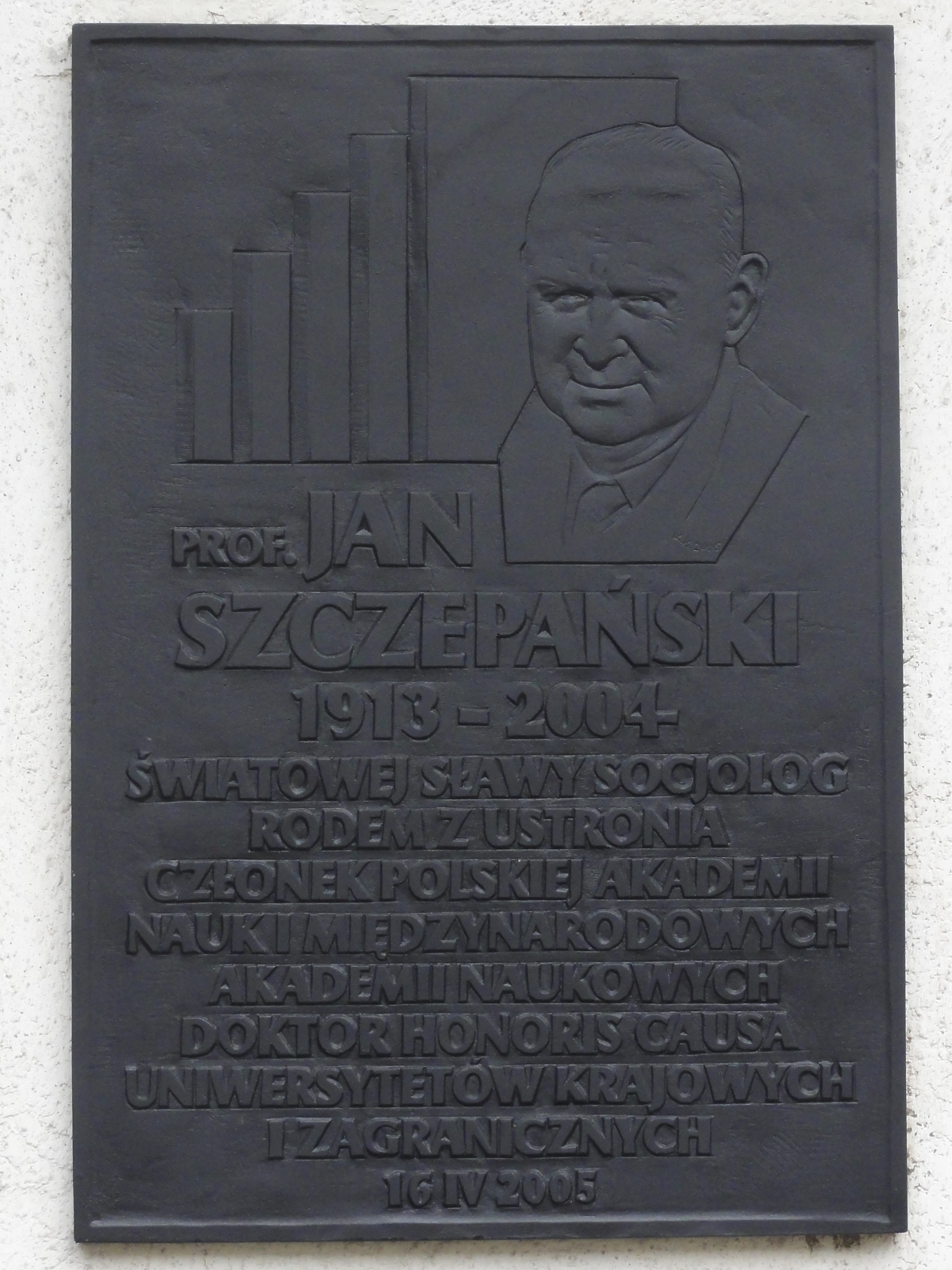
Tabliczka poświęcona Janowi Szczepańskiemu na budynku Muzeum Ustrońskiego

Jan Szczepański (ur. 14 września 1913 w Ustroniu, zm. 16 kwietnia 2004 w Warszawie) – polski socjolog, profesor nauk humanistycznych, nauczyciel akademicki Uniwersytetu Łódzkiego (jego rektor w latach 1952–1956), Wojskowej Akademii Politycznej oraz członek i wiceprezes Polskiej Akademii Nauk. Członek Rady Państwa (1977–1982), poseł na Sejm PRL II, VI, VII i VIII kadencji. Jego prace są poświęcone teorii i historii socjologii oraz badaniom nad przekształceniami struktury społecznej. Budowniczy Polski Ludowej.

## Życiorys
Urodził się w 1913 w Ustroniu, na Śląsku Cieszyńskim. Był synem chrzestnym Jana Wantuły. Studiował filozofię i socjologię, a następnie doktoryzował się na Uniwersytecie Poznańskim. Został tam starszym asystentem u Floriana Znanieckiego. Podczas okupacji przebywał na robotach przymusowych w Niemczech.
W latach 1945–1970 pracował na Uniwersytecie Łódzkim. W latach 1945–1952 był starszym asystentem, w 1952 został profesorem tego uniwersytetu, a w latach 1952–1956 był jego rektorem.
Sygnatariusz Listu 34 oraz listu do „The Times”, zawierającego stwierdzenie, że w Polsce nie było represji, dyskredytującego Radio Wolna Europa.
W latach 1966–1970 był przewodniczącym Międzynarodowego Stowarzyszenia Socjologicznego (ISA). Od 1957 został pracownikiem, Instytutu Filozofii i Socjologii Polskiej Akademii Nauk, gdzie kolejno sprawował funkcje kierownika Zakładu Podstawowych Badań Socjologicznych (1957–1968), zastępcy dyrektora (1961–1968) i dyrektora Instytutu (1968–1970). Od 1973 był przez wiele lat przewodniczącym Rady Naukowej Instytutu Filozofii i Socjologii PAN. Prowadził także wykłady w Wojskowej Akademii Politycznej im. Feliksa Dzierżyńskiego. W latach 1961–1968 kierował utworzonym przez siebie Międzyuczelnianym Zakładem Badań nad Szkolnictwem Wyższym.
W 1970 został członkiem rzeczywistym Polskiej Akademii Nauk (członek korespondent od 1964), a od 1972 również American Academy of Arts and Sciences i Fińskiej Akademii Nauk i Literatury, od 1975 zaś amerykańskiej National Academy of Education.
Od 1969 był członkiem prezydium, a w latach 1971–1980 wiceprezesem Polskiej Akademii Nauk. W latach 1971–1973 był przewodniczącym Komitetu Ekspertów dla opracowania Raportu o Stanie Oświaty w Polsce. W 1974 otrzymał nagrodę państwową I stopnia. W 1981 został współzałożycielem Krajowego Funduszu na rzecz Dzieci, później był jego przewodniczącym i honorowym przewodniczącym. Był także m.in. zastępcą przewodniczącego Komitetu Badań nad Zagadnieniami Społecznymi Polski Ludowej PAN, członkiem Komitetu Przestrzennego Zagospodarowania Kraju PAN, członkiem Komitetu Socjologii PAN, członkiem Rady Redakcyjnej „Przeglądu Socjologicznego”, członkiem założycielem Komitetu Badań i Prognoz „Polska 2000” PAN, członkiem Rady Redakcyjnej „Przeglądu Humanistycznego”, członkiem Rady Redakcyjnej „Biblioteki Dialogu”, przewodniczącym Rady Redakcyjnej „Dialectics and Humanism”, członkiem Rady Redakcyjnej „Przekazów i opinii”, członkiem Rady Redakcyjnej „Ruchu Filozoficznego”, członkiem Komitetu Redakcyjnego periodyku „Polska 2000”, członkiem Rady Redakcyjnej „Kwartalnika pedagogicznego”, członkiem Komitetu Redakcyjnego „Kultury i Społeczeństwa” oraz innych gremiów. W 1981 stanął na czele Komitetu dla wydania dzieł wybranych Józefa Chałasińskiego. W 1982 wszedł w skład Społecznego Komitetu Budowy Pomnika Wincentego Witosa w Warszawie, który został odsłonięty w 1985. Od 1982 był członkiem Rady Naukowej Instytutu Podstawowych Problemów Marksizmu-Leninizmu.
Był posłem na Sejm PRL w latach 1957–1961 i 1972–1985 (II, VI, VII i VIII kadencji). W okresie od marca do września 1981 był przewodniczącym Sejmowej Komisji Nadzwyczajnej do kontroli realizacji porozumień z Gdańska, Szczecina i Jastrzębia-Zdroju. W latach 1977–1982 był członkiem Rady Państwa. Był również przewodniczącym Rady Społeczno-Gospodarczej przy Sejmie PRL (1982–1985), jak również członkiem Rady ds. Ludzi Starszych, Inwalidów i Osób Niepełnosprawnych przy Radzie Ministrów (1982–1991). W 1974 wybrany w skład Zarządu Głównego Towarzystwa Przyjaźni Polsko-Radzieckiej, a w 1983 w skład Krajowej Rady TPPR. W latach 1971–1983 był wiceprzewodniczącym Ogólnopolskiego Komitetu Frontu Jedności Narodu.
Zwolennik podjęcia środków nadzwyczajnych w związku z kryzysem w 1981. Jako członek Rady Państwa wstrzymał się od głosu przy głosowaniu w sprawie wprowadzenia stanu wojennego, stwierdzając, że nie miał czasu na zapoznanie się z przedłożonymi mu dekretami.
W 1982 przeszedł na emeryturę. W latach 1986–1989 zasiadał w Radzie Konsultacyjnej przy Przewodniczącym Rady Państwa Wojciechu Jaruzelskim. W latach 1988–1990 był członkiem Rady Ochrony Pamięci Walk i Męczeństwa. W lutym 1989 wszedł w skład działającej przy Radzie Ochrony Pamięci Walk i Męczeństwa Komisji do spraw Upamiętnienia Ofiar Represji Okresu Stalinowskiego.
Jego żoną była pisarka Nora Szczepańska.
Pochowany na cmentarzu ewangelickim w Ustroniu (4/9/13).

## Wybrane odznaczenia i wyróżnienia
Otrzymał doktoraty honoris causa następujących uczelni wyższych:
- Uniwersytetu w Brnie (1969),
- Uniwersytetu Łódzkiego (1973)[11],
- Uniwersytetu Warszawskiego (1979)[12],
- Sorbony (1980),
- Uniwersytetu Śląskiego (1985)[13].

W 1993 z okazji 80. urodzin Rada Miasta przyznała mu pierwszy w historii tytuł Honorowego Obywatela Ustronia.
Był odznaczony m.in.:
- Krzyżem Kawalerskim Orderu Odrodzenia Polski (1954)[15],
- Medalem 10-lecia Polski Ludowej (1955)[16],
- Krzyżem Komandorskim Orderu Odrodzenia Polski (1964)[17],
- Krzyżem Komandorskim z Gwiazdą Orderu Odrodzenia Polski (1969)[18],
- Orderem Budowniczych Polski Ludowej (1974)[19],
- Komandorią Orderu Imperium Brytyjskiego (1977)[18],
- Krzyżem Wielkim Orderu Odrodzenia Polski – postanowieniem prezydenta Aleksandra Kwaśniewskiego z 2 listopada 1998 „w uznaniu wybitnych zasług dla nauki polskiej, za działalność publiczną i społeczną”[20],
- Medalem im. Mikołaja Kopernika PAN (1986)[21],
- Orderem Uśmiechu,
- Złotą Odznaką Trybuny Robotniczej (1973)[22],
- Medalem pamiątkowym Sejmu (1983)[23],
- Nagrodą im. Juliusza Ligonia (1988)[24],
- Nagrodą im. Ludwika Waryńskiego (1989) za pracę "O indywidualności" (Instytut Wydawniczy Związów Zawodowych, 1988)[25].

Posiadał również wiele innych odznaczeń państwowych, resortowych, organizacyjnych, regionalnych i zagranicznych.

## Upamiętnienie
W kwietniu 2012 postawiono mu pomnik w centrum Ustronia przy Bibliotece Miejskiej – jest to monument przedstawiający profesora siedzącego na ławce i patrzącego w stronę przysiółka Brzezina na Zawodziu, gdzie przyszedł na świat.
Od 2014 w Ustroniu i Cieszynie organizowana jest co roku konferencja naukowa pod nazwą Wolna Szkoła Nauk Filozoficznych i Społecznych im. Profesora Jana Szczepańskiego.
Tablica pamiątkowa poświęcona jego osobie znajduje się na ścianie budynku Muzeum Ustrońskiego przy ulicy Hutniczej w centrum miasta.
W Ustroniu działa loża wolnomularska nosząca imię profesora: „Loża Doskonałości Nr 37 Jan Szczepański na Wschodzie Ustronia” Wielkiej Loży Kultury i Duchowości (Grande Loge des Cultures et de la Spiritualite).
W rehabilitacyjnej dzielnicy Ustronia na Zawodziu znajduje się Aleja imienia Jana Szczepańskiego, biegnąca tuż obok jego rodzinnego domu.

## Najważniejsze prace
- Inteligencja i społeczeństwo (1957)
- Socjologia. Rozwój problematyki i metod (1961)
- Elementarne pojęcia socjologii (1963)
- Socjologiczne zagadnienia wyższego wykształcenia (1963)
- Zagadnienia socjologii współczesnej (1965)
- Problemy i perspektywy szkolnictwa wyższego w Polsce, tom 146 serii wydawniczej Omega (1969)
- Przemysł i społeczeństwo w Polsce Ludowej (1969)
- Polish Society (1970)
- Odmiany czasu teraźniejszego (1971)
- Rozważania o Rzeczypospolitej (1971)
- Dopóki trawa rośnie , dopóki rzeki płyną. Dzieje plemienia Czejenów 1835–1880 (Wydawnictwo „Czytelnik”, Warszawa 1972)
- Raport o stanie oświaty (1973)
- Refleksje nad oświatą (1973)
- Zmiany społeczeństwa polskiego w procesie uprzemysłowienia (1974)
- Szkice o szkolnictwie wyższym, tom 293 serii wydawniczej Omega (1976)
- Badania nad wzorami konsumpcji (1977)
- Sprawy ludzkie (1978) – za którą otrzymał Nagrodę Miesięcznika „Odra”
- Konsumpcja a rozwój człowieka (1981)
- Zapytaj samego siebie (1983)
- Korzeniami wrosłem w ziemię (1985)
- O indywidualności (1985)
- Polska wobec wyzwań przyszłości (1987)
- Polskie losy (1993)
- Wizje naszego czasu (1995)